# Dominique Gaigne
Dominique Gaigne (Pacé, 3 de juliol de 1961) va ser un ciclista francès, que fou professional entre 1983 i 1989. Durant la seva carrera professional aconseguí 7 victòries, entre elles una etapa del Tour de França i una de la Volta a Espanya, ambdues el 1983.

## Palmarès
- 1983
  - 1r a Le Horps
  - Vencedor d'una etapa del Tour de França
  - Vencedor d'una etapa de la Volta a Espanya
- 1985
  - Vencedor de 2 etapes de l'Etoile des Espoirs
- 1986
  - 1r al Tour del Llemosí
- 1989
  - 1r a la Binche-Tournai-Binche

### Resultats al Tour de França
- 1983. 65è de la classificació general. Vencedor d'una etapa
- 1984. 121è de la classificació general
- 1985. 116è de la classificació general
- 1986. 85è de la classificació general. Porta el mallot groc durant 1 etapa

### Resultats a la Volta a Espanya
- 1983. Abandona. Vencedor d'una etapa. Porta el mallot groc durant 5 etapes
- 1989. 82è de la classificació general